# Rafa Martínez
Rafa Martinez, właśc. Rafael Martinez Aguilera (ur. 3 marca 1982 w Barcelonie) – hiszpański koszykarz, obecnie gra w Valencii Basket, w Lidze ACB. W przeszłości był reprezentantem Hiszpanii. Gra na pozycji rzucającego obrońcy. Jest rekordzistą Euroligi pod względem największej ilości udanych rzutów za 3 punkty.

## Kariera międzynarodowa
Martínez reprezentuje Hiszpanię od młodzieżówki. Z reprezantacją U-20 zdobył srebrny medal na Mistrzostwach Europy U-20, rozgrywanych w 2002, w Wilnie, i brązowy medal z drużyną B na Igrzyskach Śródziemnomorskich 2005, rozgrywanych w Almerii.
W czerwcu 2010 został wpisany na listę 24 kandydatów do reprezentacji seniorskiej, ale nie załapał się do 12 osobowego składu jadącego na Mistrzostwa Świata 2010.